# Aphanistes elbae
Aphanistes elbae là một loài tò vò trong họ Ichneumonidae.